# Rete celere dell'Argovia
La rete celere dell'Argovia (in tedesco S-Bahn Aargau) è un sistema ferroviario celere che serve il Canton Argovia, in Svizzera.

## Storia
La rete celere venne creata il 14 dicembre 2008, numerando le linee regionali preesistenti, con un sistema analogo a quello delle reti celeri dei cantoni confinanti (Basilea, Lucerna e Zurigo). La numerazione delle linee venne studiata in modo da non sovrapporsi con le numerazioni dei sistemi confinanti.
Diversamente da altre reti, non furono create nuove fermate, né introdotto nuovo materiale rotabile. Il miglioramento del servizio fu limitato ad un aumento di frequenza su alcune linee.

## Linee
La rete celere si compone di 6 linee:
- S 14 Menziken - Aarau - Schöftland
- S 23 Langenthal - Olten - Aarau - Lenzburg - Brugg - Turgi - Baden
- S 26 Aarau - Lenzburg - Wohlen - Rotkreuz
- S 27 Baden - Turgi - Waldshut / Bad Zurzach
- S 28 Zofingen - Lenzburg
- S 29 Langenthal - Olten - Aarau - Brugg - Turgi

Le linee sono gestite dalle Ferrovie Federali Svizzere, esclusa la S 14, che è una linea a scartamento metrico gestita dalla Wynental- und Suhrentalbahn.
La frequenza delle linee FFS è semioraria (oraria in alcune tratte meno frequentate), e quadrioraria sulla S 14.

## Materiale rotabile
Le linee FFS sono servite dalle composizioni NPZ Domino e dai più recenti elettrotreni tipo Stadler Flirt, esclusa la S 28 servita dagli elettrotreni serie RABe 520 (tipo Stadler GTW).
La linea S 14 è servita dalle elettromotrici della WSB dei tipi Be 4/4, ABe 4/8 e Be 4/8.